# San Antonio nemzetközi repülőtér
A San Antonio nemzetközi repülőtér (IATA: SAT, ICAO: KSAT) az Amerikai Egyesült Államok egyik nemzetközi repülőtere, amely San Antonio közelében található. Éves utasforgalma 9 462 449 fő (2022).

## Futópályák
A repülőtér futópályái:
- 04/22 (8505 ft, 150 ft, beton)
- 13L/31R (5519 ft, 100 ft, aszfalt)
- 13R/31L (8502 ft, 150 ft, beton)

## Forgalom
Az utasforgalom az elmúlt években az alábbi módon változott:
| Utasok száma | 7 016 093 | 6 901 431 | 6 535 954 | 8 031 405 | 7 831 267 | 8 177 824 | 8 369 628 | 10 044 411 | 4 028 564 | 10 676 570 |
|              | 1998      | 2001      | 2003      | 2006      | 2009      | 2011      | 2014      | 2018       | 2020      | 2023       |

## Légitársaságok és úticélok
2025-ben a San Antonio nemzetközi repülőtérről az alábbi járatok indulnak (Utoljára frissítve: 2025-01-4):

### Személy
| Légitársaság         | Célállomások | Források |
| -------------------- | --- | -------- |
| Aeroméxico           | Szezonális: Mexico City | [ 1 ]    |
| Aeroméxico Connect   | Mexico City | [ 1 ]    |
| Alaska Airlines      | Seattle/Tacoma | [ 2 ]    |
| American Airlines    | Charlotte, Chicago–O'Hare, Dallas/Fort Worth, Los Angeles, Miami, Phoenix–Sky Harbor, Washington–National (kezdődik 2025. március 2-től) Szezonális: Philadelphia | [ 5 ]    |
| American Eagle       | Dallas/Fort Worth, Los Angeles Szezonális: Phoenix–Sky Harbor | [ 5 ]    |
| Delta Air Lines      | Atlanta, Boston, Detroit, Los Angeles, Minneapolis/St. Paul, New York–JFK, Salt Lake City | [ 7 ]    |
| Frontier Airlines    | Atlanta (újrakezdődik 2025. május 23-tól), Denver, Las Vegas, Orlando | [ 8 ]    |
| Southwest Airlines   | Atlanta, Baltimore, Burbank, Chicago–Midway, Dallas–Love, Denver, El Paso, Houston–Hobby, Kansas City, Las Vegas, Los Angeles, Nashville, New Orleans, Oklahoma City, Orlando, Phoenix–Sky Harbor, San Diego, St. Louis, Tampa Szezonális: Albuquerque, Colorado Springs, Cancún, Fort Lauderdale | [ 10 ]   |
| Spirit Airlines      | Atlanta (kezdődik 2025. április 9-től), Fort Lauderdale, Las Vegas, Orlando, San Juan (kezdődik 2025. március 5-től) Szezonális: Los Angeles, Miami (kezdődik 2025. március 5-től), New Orleans (kezdődik February 20, 2025), Tampa                                                               |          |
| Sun Country Airlines | Szezonális: Cancún, Minneapolis/St. Paul | [ 12 ]   |
| United Airlines      | Chicago–O'Hare, Denver, Houston–Intercontinental, Newark, San Francisco, Washington–Dulles | [ 13 ]   |
| United Express       | Houston–Intercontinental, Washington–Dulles Szezonális: Chicago–O'Hare, San Francisco | [ 13 ]   |
| Viva                 | Guadalajara, León/Del Bajío, Mexico City, Monterrey, Querétaro Szezonális:Torreón/Gómez Palacio | [ 16 ]   |
| Volaris              | Guadalajara, Mexico City, Monterrey | [ 18 ]   |

### Cargo
| Légitársaság          | Célállomások |
| --------------------- | --- |
| Ameriflight           | Brownwood, Corpus Christi, Dallas/Fort Worth, Del Rio, Midland, San Angelo                                                                        |
| DHL Express           | Cincinnati |
| FedEx                 | El Paso, Fort Worth/Alliance, Laredo, Memphis |
| Martinaire            | Brownwood, Corpus Christi, Del Rio, Eagle Pass, Houston–Intercontinental, Laredo                                                                  |
| United Parcel Service | Chicago/Rockford, El Paso, Fargo, Guadalajara, Houston–Intercontinental, Laredo, Louisville, McAllen, Miami, Monterrey Szezonális: Raleigh/Durham |